# 8199 Takagitakeo
A 8199 Takagitakeo (ideiglenes jelöléssel 1993 XR) a Naprendszer kisbolygóövében található aszteroida. Kobajasi Takao fedezte fel 1993. december 9-én.